# Vangen en terugzetten

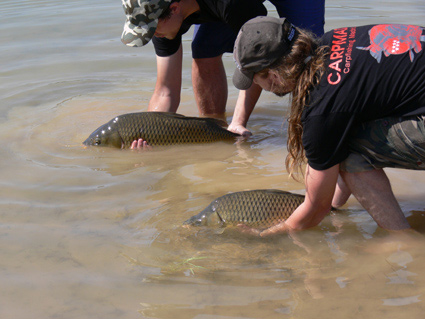
Het terugzetten

Vangen en terugzetten is het principe dat gevangen vis bij het sportvissen terug vrijgelaten wordt. Hoewel er gebruikgemaakt wordt van vishaken zonder weerhaken en onthaakmatten, wordt dit door sommigen als dierenmishandeling beschouwd.
De techniek biedt een oplossing voor overbevissing van bedreigde vissoorten. Zo bestaat er een terugzetplicht voor paling.
Een andere ethisch vraagstuk heeft te maken met voedselvoorziening voor streekbewoners. Omdat de dieren na vrijlating schuwer worden, wordt het moeilijk voor niet-sportvissers om de dieren te vangen.